# Distrito de Leventina
Leventina é um distrito da Suíça, localizado no cantão do Ticino. Tem 479,57 km² de área e sua população em 2019 foi estimada em 9.007 habitantes. Sua sede é a comuna de Faido.